# ケントス
KENTO'S（ケントス）とはケントスR株式会社および株式会社ビジネス・エイト・クリエーションプロデュースによる全国展開するオールディーズ系のライブハウスレストラン。現在はディスコクラシック系の楽曲の演奏を中心としている。

## 歴史
- 1976年、六本木俳優座のそばにあったレストラン(跡地は現在別のオールディーズ系ライブレストラン「シルビー」となっている)で、黒澤明の息子「黒澤久雄」、「近田春夫」、ヴィレッジシンガーズのドラマー「林ゆたか」らが集まり、オールディーズを自分たちが演奏するパーティを開いた。その店のオーナー安本が、ツイストを熱狂的に踊る客を見て、「林ゆたか」にプロデュースを頼んで作った店。
- 1985年頃より全国展開を開始。
- 1986年、10周年記念のパーティを赤坂プリンスホテルで開き、集まった全国のケントスバンドおよび著名ゲスト（アイ高野、デイヴ平尾、加橋かつみ等）のライブ演奏を録音して、自主製作盤で二枚組レコード「WE LOVE KENTO'S」をリリース。
- 1988年、製作＝ケントス・ムービーブラザーズ、配給＝東映クラシックフィルムによる映画「この胸のときめきを」を発表。
- 現在の仙台ケントスの総合プロデューサーは元「パラダイスキング」栗原秀雄。

## 店舗一覧
| 店舗名               | 開店日                       | 閉店日                       | 備考 |
| 六本木ケントス       | 1976年                       |                              | 2018年12月に新店舗に移転してグランドオープン。レギュラーバンドのFLAEMESをはじめ、銀座ケントスレギュラーバンドBLESS of G.K. 2020年以降は、他店舗のレギュラーバンドの出演は行っていない。 |
| 銀座ケントス         | 1989年                       |                              | 現在の場所に移転、ケントスグループによる直営本店。客席数は220席で最大店舗となる。レギュラーバンドは、BLESS of G.K、ゲストバンドはSWEET CHILDとTHE MINT FACTORY、HUMPTY DUMPTY、Brotherhoodが担当。2020年10月より8年ぶりに、新宿ケントスレギュラーバンドHi-JACKが通常営業に出演している。                                                                          |
| 新宿ケントス         | 1988年                       |                              | 現在も営業中 |
| 横浜ケントス         | 2009年                       |                              | 現在も営業中 |
| 上海ケントス         | 2008年3月28日                |                              | 2008年11月に閉店となり、2009年10月13日に新経営者により再オープン |
| 静岡ケントス         | 1988年                       |                              | 2022年3月に閉店を発表 |
| 名古屋六本木ケントス | 1985年                       |                              | 通称「名古屋ケントス(KENTO'S)」。当時栄町に本家ケントスを模した模造店(ライブハウス)「栄ケントス(KENTOS)(←[']が無い偽ケントス)」があった。栄ケントスは当然”本家ケントス”とは無関係の店である。 |
| 岡山ケントス         | 1988年                       | 2014年5月5日                 | |
| 仙台ケントス         | 1985年4月8日                 |                              | 現在も営業中 |
| 新潟ケントス         | 1985年                       |                              | 閉店 |
| 京都ケントス         | 1986年3月13日                | 2019年12月31日               | 2020年1月から店名を「スペース・ジオン」に変更。現在は週末二日間のみライブ演奏・営業を行っている。演奏内容は50's～60'sを中心のレパートリーだが、バンドメンバーはケントス時代の様に固定ではなくライブ毎に入れ替わる。 |
| 広島ケントス         | 1987年                       | 2010年5月31日                | 現在、メモリーズとして営業。 |
| 博多ケントス         | 1985年                       | 2011年10月31日               | 2011年11月から店名を改め「博多メモリーズ」として営業していたが、2021年に一時閉店。同年11月から「博多オールディーズ」としてリニューアルし、営業している。 |
| ケントス沖縄         | 1986年10月                   | 2013年3月閉店                | 現在「GOLD DISC OKINAWA・ゴールドディスク沖縄」と店名を変更し営業中。2014年1月に母体であった「(株)MADO」倒産後、約3ヶ月間の営業停止期間があったものの、既存の従業員全員で再開に向けて立ち上げを図り、2014年4月2日より営業再開。ケントス時代と変わらないオールディーズ専門店として、スタッフ・バンドメンバーが現在もリーゼントやピンナップスタイルで迎えてくれる。 |
| 神戸ケントス         | 1986年3月27日                | 現在閉店                     | |
| 金沢ケントス         | 1986年5月                    | 2005年4月2日                 | 2005年閉店後、内装はそのままで レンタルホール「エックスケントス）」と 名称を変更して定期的にライブハウスとして営業している。 |
| 松山ケントス         | 1986年8月                    | 1997年8月31日                | |
| 札幌ケントス         | 1986年11月18日               | 2008年12月7日                | 現在閉店 閉店後レギュラーバンド「リトルベアーズ」が「ビートガレージ札幌」を開店 |
| 長崎ケントス         | 1986年11月                   | 現在閉店                     | |
| 小倉ケントス         | 1986年                       | 現在閉店                     | |
| 大阪梅田ケントス     | 1987年3月27日                | 現在閉店                     | 2009年10月14日リニューアルオープン 移転に伴い現在の場所へ。2011年12月閉店 |
| 函館ケントス         | 1987年8月                    | 1991年                       | |
| 郡山ケントス         | 1988年                       | 現在閉店                     | |
| 宇都宮ケントス       | 1989年7月20日 2005年8月4日   | 2000年12月31日 2008年2月29日 | 2005年 新経営者により再オープン(外観、内装を残しておいた地主のおかげ)を果たすが2008年閉店となる。2021年現在でもテナントビルには「宇都宮ケントス」看板が残っている。 |
| 川崎ケントス         | 1989年12月8日                | 2002年1月31日                | |
| 鹿児島ケントス       | 1986年10月6日                | 現在閉店                     | |
| 岐阜ケントス         | 1990年                       | 現在閉店                     | |
| 姫路ケントス         | 1992年11月30日 2003年7月23日 | 2001年2月 2004年8月          | 2001年閉店後、別会社が「デスペラード」と名称変更。 2003年ケントスとして再オープンするも2004年閉店。 2005年より更に別会社により「ダブルキングカフェ」として営業中だがライブは月2回のみのイベントとなり、その日以外はバーとして営業中。 |
| ハワイケントス       | 1992年                       | 1996年3月31日                | |
| 高松ケントス         | 1993年                       | 1997年                       | |
| 渋谷ケントス         | 1994年                       | 現在閉店                     | |
| 徳島ケントス         | 1994年2月                    | 2004年1月31日                | |
| 大阪南ケントス       |                              | 1999年12月31日               | |
| 錦糸町ケントス       |                              | 現在閉店                     | |
| 浜松ケントス         |                              | 1999年3月                    | |
| 青森ケントス         |                              | 現在閉店                     | |
| 大宮ケントス         |                              | 現在閉店                     | |
| 熊本ケントス         |                              | 現在閉店                     | |
| 六本木ケントス鹿児島 |                              | 現在閉店                     | 「鹿児島ケントス」とは別の店舗で経営者も異なる為、元祖「六本木ケントス」を意識して「"六本木"ケントス鹿児島」と強調したと思われる。 |
| グアムケントス       | 2010年12月11日               |                              | |